# John Miljan
John Miljan est un acteur américain d'ascendance croate, né Ivo Miljan le 9 novembre 1892 à Lead City (Dakota du Sud), mort d'un cancer le 24 janvier 1960 à Hollywood — Quartier de Los Angeles (Californie).

## Biographie
Au cinéma, John Miljan débute en 1924 et contribue à une cinquantaine de films muets jusqu'en 1929, dont Le Cirque du diable de Benjamin Christensen (1926, avec Norma Shearer). Au total, il apparaît dans plus de deux-cents films américains (dont des westerns), le dernier sorti en 1958.
Parmi ses partenaires à l'écran, mentionnons également Lon Chaney (ex. : Le Club des trois de Jack Conway en 1930), Joan Crawford (ex. : Fascination de Clarence Brown en 1931), Greta Garbo (ex. : La Courtisane de Robert Z. Leonard en 1931), Wallace Beery (ex. : Une femme survint de John Ford en 1932), Mae West (Ce n'est pas un péché de Leo McCarey en 1934), Gary Cooper (ex. : Une aventure de Buffalo Bill de Cecil B. DeMille en 1936, où il personnifie le général Custer), James Cagney (ex. : Terreur à l'ouest de Lloyd Bacon en 1939), ou encore Maureen O'Hara (ex. : Nid d'espions de Richard Wallace en 1943), entre autres.
À la télévision, John Miljan collabore à cinq séries, de 1955 à 1957.

## Filmographie

### Au cinéma (sélection)

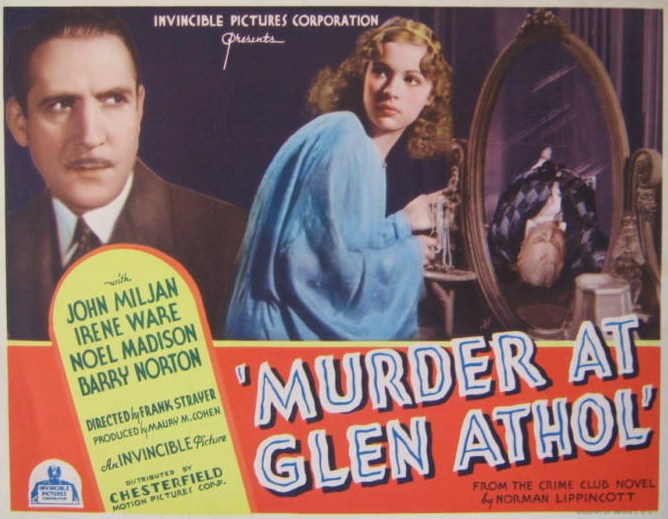
Poster de Murder at Glen Athol (1936)

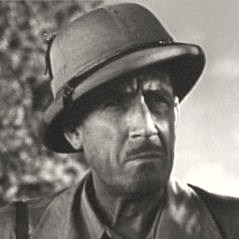
Dans L'Amazone de la jungle (1947)

- 1924 : The Lone Chance de Howard M. Mitchell
- 1924 : Romance Ranch de Howard M. Mitchell
- 1924 : Empty Hearts d'Alfred Santell
- 1925 : Le Fantôme de l'Opéra (The Phantom of the Opera) de Rupert Julian
- 1925 : Sackcloth and Scarlet de Henry King
- 1925 : Sealed Lips (en) de Tony Gaudio
- 1925 : The Unchastened Woman de James Young
- 1926 : Le Cirque du diable (The Devil's Circus) de Benjamin Christensen
- 1926 : Une riche veuve (Footloose Widows) de Roy Del Ruth
- 1926 : Race Wild d'Oscar Apfel
- 1926 : Un gentleman amateur (The Amateur Gentleman) de Sidney Olcott
- 1926 : Unknown Pleasures d'Archie Mayo
- 1926 : Almost a Lady (en) d'E. Mason Hopper
- 1927 : Wolf's Clothing (en) de Roy Del Ruth
- 1927 : Rough House Rosie de Frank R. Strayer
- 1927 : Old San Francisco d'Alan Crosland
- 1927 : Quarantined Rivals (en) d'Archie Mayo
- 1927 : The Final Extra (en) de James Patrick Hogan
- 1927 : The Yankee Clipper (en) de Rupert Julian
- 1927 : Le Cabaret rouge (en) (The Ladybird) de Walter Lang
- 1927 : Lovers ? (en) de John M. Stahl
- 1927 : Framed de Charles Brabin
- 1927 : What happened the Father ? (en) de John G. Adolfi
- 1927 : Stranded (en) de Phil Rosen
- 1927 : The Desired Woman de Michael Curtiz
- 1927 : A Sailor's Sweetheart de Lloyd Bacon
- 1927 : The Silver Slave (en) de Howard Bretherton
- 1928 : Princesse de Luna Park (en) (The Little Snob) de John G. Adolfi
- 1928 : The Terror de Roy Del Ruth
- 1928 : La Taverne rouge (The Crimson City) d'Archie Mayo
- 1928 : L'orage de Brody-Mill (en) (Tenderloin) de Michael Curtiz
- 1928 : Glorious Betsy d'Alan Crosland
- 1928 : Lady Be Good de Richard Wallace
- 1928 : La Candidate de Lloyd Bacon
- 1928 : Perdus dans les neiges (en) (Land of the Silver Fox) de Ray Enright
- 1928 : The Home Towners de Bryan Foy
- 1929 : La bataille des dames (Devil-May-Care) de Sidney Franklin
- 1929 : Le Spectre vert (The Unholy Night) de Lionel Barrymore
- 1929 : Stark Mad de Lloyd Bacon
- 1929 : Le Chant du désert (The Desert Song) de Roy Del Ruth
- 1929 : Coureur (Speedway) de Harry Beaumont
- 1929 : Indomptée (Untamed) de Jack Conway
- 1929 : Queen of the Night Clubs (en) de Bryan Foy
- 1929 : Le Maestro (en) (Fashions in Love) de Victor Schertzinger
- 1929 : La Chanson de Paris (Innocents of Paris) de Richard Wallace
- 1930 : Cœurs impatients (Our Blushing Brides), de Harry Beaumont
- 1930 : Le Metteur en scène (Free and Easy) d'Edward Sedgwick
- 1930 : Le Démon de la mer (The Sea Bat) de Lionel Barrymore et Wesley Ruggles
- 1930 : Il faut payer (Paid), de Sam Wood
- 1930 : Showgirl in Hollywood de Mervyn LeRoy
- 1930 : Le Club des trois (The Unholy Three) de Jack Conway
- 1930 : La guerre des femmes (en) (War Nurse) d'Edgar Selwyn
- 1931 : Gentleman's Fate de Mervyn LeRoy
- 1931 : West of Broadway de Harry Beaumont
- 1931 : L'Homme de fer (Iron Man) de Tod Browning
- 1931 : Tribunal secret (The Secret Six) de George William Hill
- 1931 : Le Fils du radjah (Son of India) de Jacques Feyder
- 1931 : Fascination (Possessed) de Clarence Brown
- 1931 : The Great Meadow de Charles Brabin
- 1931 : Élection orageuse (Politics) de Charles Reisner
- 1931 : La Courtisane (Susan Lennox - 'Her Fall and Rise' ) de Robert Z. Leonard
- 1931 : Les Titans du ciel (Hell Divers) de George William Hil
- 1931 : L'Inspiratrice (Inspiration) de Clarence Brown
- 1932 : Sky Devils d'A. Edward Sutherland
- 1932 : Arsène Lupin de Jack Conway
- 1932 : Une femme survint (Flesh) de John Ford
- 1932 : The Wet Parade de Victor Fleming
- 1932 : Night Court de W.S. Van Dyke
- 1932 : The Rich Are Always with Us d'Alfred E. Green
- 1932 : Mes petits (Emma) de Clarence Brown
- 1932 : Unashamed de Harry Beaumont
- 1932 : Prospérité (en) (Prosperity) de Sam Wood
- 1932 : Le Roi de l'arène (The Kid from Spain) de Leo McCarey
- 1932 : La Bête de la cité (The Beast of the City) de Charles Brabin
- 1932 : Ici New York (Are You Listening?) de Harry Beaumont
- 1933 : Whistling in the Dark d'Elliott Nugent et Charles Reisner
- 1933 : The Nuisance (en) de Jack Conway
- 1933 : L'Amour guide (The Way to Love) de Norman Taurog
- 1933 : Dans la purée de Londres (Blind Adventure) de Ernest B. Schoedsack
- 1933 : Le Roi de la bière (What ! No Beer ?) d'Edward Sedgwick
- 1933 : Twin Husbands (en) de Frank R. Strayer
- 1933 : Les Ravisseurs (en) (The Mad Game) d'Irving Cummings
- 1933 : Son dernier combat (en) (King for a Night) de Kurt Neumann
- 1933 : The Sin of Nora Moran de Phil Goldstone
- 1934 : Madame Spy (en) de Karl Freund
- 1934 : The Poor Rich (en) d'Edward Sedgwick
- 1934 : Le tourbillon (en) (Whirpool) de Roy William Neill
- 1934 : Ce n'est pas un péché (Belle of the Nineties) de Leo McCarey
- 1934 : The Line-Up (en) d'Howard Higgin
- 1934 : The Ghost Walks (en) de Frank R. Strayer
- 1934 : Unknown Blonde (en) de Hobart Henley
- 1934 : Young and Beautiful de Joseph Santley
- 1935 : Cinquante mille dollars morte ou vive (Three Kids and a Queen) d'Edward Ludwig
- 1935 : Mississippi de Wesley Ruggles et A. Edward Sutherland
- 1935 : Tomorrow's Youth (en) de Charles Lamont
- 1935 : Charlie Chan in Paris de Lewis Seiler
- 1935 : Les Nuits de la pampa (Under the Pampas Moon) de James Tinling
- 1936 : L'Or maudit (Sutter's Gold) de James Cruze
- 1936 : Une certaine jeune fille (Private Number) de Roy Del Ruth
- 1936 : Une aventure de Buffalo Bill (The Plainsman) de Cecil B. DeMille
- 1936 : The Gentleman from Louisiana (en) d'Irving Pichel
- 1936 : Murder at Glen Athol (en) de Frank R. Strayer
- 1936 : North of Nome (en) de William Nigh
- 1936 : Arizona Mahoney (en) de James Patrick Hogan
- 1938 : Man-Proof de Richard Thorpe
- 1938 : La Faute d'un père (Ride a Crooked Mile) d'Alfred E. Green
- 1938 : Le Roi des gueux (If I were King) de Frank Lloyd
- 1939 : Pardon Our Nerve (en) de H. Bruce Humberstone
- 1939 : Mon mari court encore (Fast and Furious) de Busby Berkeley
- 1939 : Juarez de William Dieterle
- 1939 : Terreur à l'ouest (The Oklahoma Kid) de Lloyd Bacon
- 1940 : Young Bill Hickcok (en) de Joseph Kane
- 1940 : L'Île des amours (New Moon) de Robert Z. Leonard
- 1940 : Police-secours (Emergency Squad) d'Edward Dmytryk
- 1940 : Femmes sans nom (en) (Women without Names) de Robert Florey
- 1941 : The Deadly Game (en) de Phil Rosen
- 1942 : Obliging Young Lady de Richard Wallace
- 1942 : True to the Army (en) d'Albert S. Rogell
- 1942 : North of the Rookies (en) de Lambert Hillyer
- 1942 : La Poupée brisée (The Big Street) d'Irving Reis
- 1942 : Criminal Investigator de Jean Yarbrough
- 1942 : Scattergood survives a Murder (en) de Christy Cabanne
- 1943 : Nid d'espions (The Fallen Sparrow) de Richard Wallace
- 1943 : Bombardier de Richard Wallace
- 1944 : Le Joyeux Trio Monahan (The Merry Monahans) de Charles Lamont
- 1944 : I accuse my Parents (en) de Sam Newfield
- 1944 : Bride by Mistake (en) de Richard Wallace
- 1945 : Retour aux Philippines (Back to Bataan) d'Edward Dmytryk
- 1945 : La Cinquième Chaise (en) (It's in the Bag !) de Richard Wallace
- 1946 : White Tie and Tails (en) de Charles Barton
- 1946 : Les Tueurs (The Killers) de Robert Siodmak
- 1947 : Les Conquérants d'un nouveau monde (Unconquered) de Cecil B. DeMille
- 1947 : Le Bébé de mon mari (That's my Man) de Frank Borzage
- 1947 : Sinbad le marin (Sinbad the Sailor) de Richard Wallace
- 1947 : L'Amazone de la jungle (en) (Queen of the Amazons) d'Edward Finney (en)
- 1947 : L'Homme que j'ai choisi (The Flame) de John H. Auer
- 1949 : Samson et Dalila (Samson and Delilah) de Cecil B. DeMille
- 1949 : Panique sauvage au Far West (en) (Stampede) de Lesley Selander
- 1949 : Un délicieux scandale (en) (Adventure in Baltimore) de Richard Wallace
- 1949 : Une femme dans le grand Nord (en) (Mrs. Mike) de Louis King
- 1950 : Mule Train (en) de John English
- 1950 : L'Étranger dans la cité (Walk Softly, Stranger) de Robert Stevenson
- 1951 : M le maudit (M) de Joseph Losey
- 1952 : Tout peut arriver (Anything can happen) de George Seaton
- 1952 : Le Fils de Géronimo (The Savage) de George Marshall
- 1953 : Bonzo Goes to College (en) de Frederick de Cordova
- 1955 : Les Pirates de Tripoli (en) (Pirates of Tripoli) de Felix E. Feist
- 1955 : À l'ombre des potences (Run for Cover) de Nicholas Ray
- 1956 : Les Dix Commandements (The Ten Commandments) de Cecil B. DeMille
- 1956 : The Wild Dakotas (en) de Sigmund Neufeld et Sam Newfield
- 1957 : Apache Warrior (en) d'Elmo Williams
- 1958 : Le Justicier masqué (The Lone Ranger and the Lost City of Gold) de Lesley Selander
- 1982 : Les cadavres ne portent pas de costard (Dead Men don't wear Plaid) de Carl Reiner (images d'archives : Les Tueurs de 1946 pré-cité)

### À la télévision (intégrale)
Séries
- 1955 : The Public Defender, Saison 2, épisode 23 The Director d'Erle C. Kenton et épisode 35 End of the Line
- 1956 : Schlitz Playhouse of Stars, Saison 5, épisode 19 The Gentle Stranger
- 1956 : Frontier, Saison unique, épisode 17 The Captivity of Joe Long
- 1956 : Passport to Danger (en), Saison (?), épisode (?) Helsinki
- 1957 : The Adventures of Jim Bowie (en), Saison 1, épisode 21 Master at Arms de Lewis R. Foster